# Sävsjön (Hammars socken, Närke)
Sävsjön är en sjö i Askersunds kommun i Närke och ingår i Motala ströms huvudavrinningsområde. Sjöns area är 0,025 kvadratkilometer och den befinner sig 167 meter över havet.